# Джумхурієт
Джумхурієт (тур. Cumhuriyet — республіка) — щоденна турецька газета помірковано лівого спрямування. Одна з найстаріших турецьких газет, заснована в 1924 році. Вважає себе продовжувачем світських традицій і реформ Кемаля Ататюрка.
У 1952—1958 роках щоденну художню колонку вів Бедрі Рахмі Еюбоглу — турецький художник і поет.
Газета є опозиційною до турецької влади, часто конфліктує з турецьким правосуддям.
У липні 2012 року газета надрукувала інтерв'ю з президентом Сирії Башаром Асадом у якому він піддав критиці Туреччину. Зокрема звинуватив турецьку владу в підтримці сил, які виступають проти нього, а також у втручанні у внутрішні справи його країни.
У січні 2015 року газета частково опублікувала карикатури французького видання Charlie Hebdo.
26 листопада 2015 року суд ухвалив заарештувати шеф-редактора газети Джана Дюндара і кореспондента Ердема Гюля. Звинувачення у шпигунстві висунуті через статтю, яка була опублікована в травні 2015 року. У ній журналісти стверджують, що спецслужби Туреччини постачають зброю бойовикам в Сирії.